# Käsebier erobert den Kurfürstendamm
Käsebier erobert den Kurfürstendamm ist der Debütroman der Schriftstellerin und Journalistin Gabriele Tergit. Der Roman erschien 1931 im Rowohlt Verlag und war ein Bestseller. „Das Buch machte die Autorin sofort berühmt.“

## Inhalt
Käsebier erobert den Kurfürstendamm handelt vom Aufstieg und Fall des Volkssängers Georg Käsebier aus der Hasenheide in Berlin. Die Handlung spielt gegen Ende der Weimarer Republik. Porträtiert wird der Presse- und Kulturbetrieb in der deutschen Hauptstadt. Im Mittelpunkt steht die Zeitung Berliner Rundschau. Der Literat Otto Lambeck widmet Käsebier in dieser einen Artikel. Die Berichterstattung lässt die Berliner Unterhaltungsindustrie auf den Volkssänger aufmerksam werden. Im Gefolge des Artikels wird Käsebier zum Objekt einer beispiellosen Vermarktungsoffensive. Am Schluss des Romans fällt der einst auch am Kurfürstendamm gefeierte Superstar Georg Käsebier zurück in die Bedeutungslosigkeit; „(...) die Ware Käsebier ist tot.“

## Stil
Stilistisch ist der Roman der Neuen Sachlichkeit zugeordnet.

## Ausgaben
postum
- 1997: Arani, Berlin, ISBN 978-3-76058-606-9.
- 2010: Edition Berliner Musenkinder, Berlin, ISBN 978-3-93712-717-0.
- 2016: Schöffling & Co., Frankfurt am Main, ISBN 978-3-89561-484-2.

Hörspiel
- 2010: Regie: Volker Kühn. Duo-phon-records. 2 CDs, ISBN 978-3-937127-17-0.

Hörbuch
- 2016: Regie und Redaktion: Gerwig Epkes. Sprecher: Ilja Richter. DAV. 1 mp3-CD, ISBN 978-3-7424-0912-6